# حشرة سان هوزيه القشرية الرخوة
حشرة سان هوزيه القشرية الرخوة أو قشرية سان خوسيه (الإسم العلمي:Quadraspidiotus perniciosus)، هو نوع من الحشرات يتبع فصيلة حشرات قشرية حقيقية من رتبة نصفيات الأجنحة، تُعتبر من الآفات الحشرية التي تلتهم المحاصيل الزراعية.